# 柯楠次碱
柯楠次碱是一种含氮有机化合物，化学式C
21H
26N
2O
3，属于生物鹼，存在于萝芙木属（Rauvolfia）、柯楠属（Corynanthe）等植物中，为育亨宾的非对映异构体。